# Knattspyrnufélagið Ægir
Bản mẫu:Unref
Knattspyrnufélagið Ægir là một câu lạc bộ bóng đá Iceland đến từ thị trấn Þorlákshöfn, chủ yếu nổi tiếng về đội bóng đá của nó. Câu lạc bộ có một đội bóng thi đấu ở giải hạng tư Iceland.